# Silvius Bersa von Leidenthal
Silvius Bersa von Leidenthal (Sylvius Enea Luigi Francesco Sigismondo Bersa Edler von Leidenthal) (22. června 1854 Šibenik – 3. prosince 1913 Terst) byl rakousko-uherský admirál chorvatského původu. Jako absolvent námořní akademie sloužil u c. k. námořnictva od roku 1874 a na různých pozicích vystřídal službu na řadě lodí. Absolvoval cestu kolem světa a mimo jiné se uplatnil v kartografii. V závěru kariéry byl pobočníkem vrchního velitele námořnictva a vysokým úředníkem v námořní sekci na ministerstvu války ve Vídni (1906–1909). V roce 1910 byl penzionován v hodnosti kontradmirála. 

## Životopis

Obrněná loď SMS Custozza, vlajková loď Silvia Bersy v letech 1904–1906

Pocházel z chorvatské rodiny, byl synem Antonia Bersy, advokáta v Zadaru. Původně se připravoval na vojenskou dráhu, ale v letech 1868–1873 studoval na C. k. námořní akademii v Rijece a v roce 1873 vstoupil k námořnictvu jako kadet. Další průpravu získal na cvičných lodích a poté sloužil na dělových člunech. V roce 1879 získal hodnost praporčíka, vystřídal službu na různých lodích a absolvoval důstojnický kurz pro obsluhu torpéd.Mimo jiné působil také u jednotek námořní pěchoty nebo u námořních základen v Pule a Terstu, mezitím postupoval v hodnostech (poručík II. třídy 1886, poručík I. třídy 1889).
Zájem o kartografii jej na několik let přivedl do služeb C. k. vojenského zeměpisnému ústavu ve Vídni (1890–1893), kde se věnoval triangulačnímu zaměření jižních Uher. Mezitím podobně působil u Hydrografického úřadu v Pule (1892). V letech 1893–1894 jako dělostřelecký důstojník absolvoval cestu do jižní Ameriky na korvetě SMS Zrínyi. Loď se zdržela v Montevideu, kde na žlutou zimnici zemřel její velitel Johann Holeczek a čekalo se na převeztí novým kapitánem Ferdinandem Gebhardtem. Zpáteční cesta SMS Zrínyi vedla přes Atlantský oceán se zastávkou v Kapském Městě a podél břehů západní Afriky do domovského přístavu v Pule (prosinec 1894). Po krátké službě u ředitelství výzbroje námořního arzenálu v Pule (1895) byl Bersa později prvním důstojníkem na válečných lodích SMS Kaiserin Elisabeth a SMS Panther (1895–1896). Od dubna 1896 do května 1897 byl prvním důstojníkem na dělovém člunu SMS Narenta.
V hodnosti korvetního kapitána (1. května 1898) byl velitelem dělového člunu SMS Kerka a prvním důstojníkem na cvičné lodi SMS Radetzky. K datu 1. listopadu 1901 byl povýšen na fregatního kapitána a stal se přednostou vojenského odboru sborového námořního velitelství v Pule (1902–1903). V letech 1903–1904 byl šéfem štábu eskadry a následně velitelem cvičné lodi SMS Custozza (1904–1906). Mezitím obdržel hodnost kapitána řadové lodi (1. listopadu 1905) a nakonec byl v letech 1906–1909 přednostou operační kanceláře námořní sekce na ministerstvu války. a zároveň pobočníkem vrchního velitele námořnictva Rudolfa Montecuccoliho (Marinekommandoadjutant). Ke kompetencím této funkce patřilo plánovaní operací c. k. flotily, uvádění nově postavených válečných lodí do aktivní služby, mobilizace v případě válečného konfliktu, organizace cest výcvikové eskadry kadetů námořní akademie, dále také odvětví taktiky, signalizace a telegrafní služby. K datu 1. října 1909 byl penzionován a mimo aktivní službu získal hodnost kontradmirála (3. ledna 1910).
Po odchodu do výslužby se trvale usadil v Badenu, kde se nadále angažoval ve veřejném životě jako spoluzakladatel dolnorakouské pobočky Rakouské společnosti pro podporu lodní dopravy (Österreichischer Flottenverein)

## Tituly a ocenění
Byl uživatelem šlechtického titulu s predikátem Edler von Leidenthal, který rodina získala v roce 1840. Během služby u námořnictva se stal nositelem několika vyznamenání v Rakousku-Uhersku i v zahraničí.

### Rakousko-Uhersko
- Služební odznak pro důstojníky III. třídy (1898)
- Jubilejní pamětní medaile (1898)
- Vojenský záslužný kříž (1903)
- Řád železné koruny III. třídy (1908)
- Vojenský jubilejní kříž (1908)

### Zahraničí
- komandérský kříž Řádu Spasitele (1904, Řecko)
- Řád knížete Danila I. II. třídy (1907, Černá Hora)
- Řád červené orlice II. třídy (1908, Německo)